# Ophrys alasiatica
Ophrys alasiatica là một loài thực vật có hoa trong họ Lan. Loài này được Kreutz, Segers & H.Walraven mô tả khoa học đầu tiên năm 2002.